# 井上操

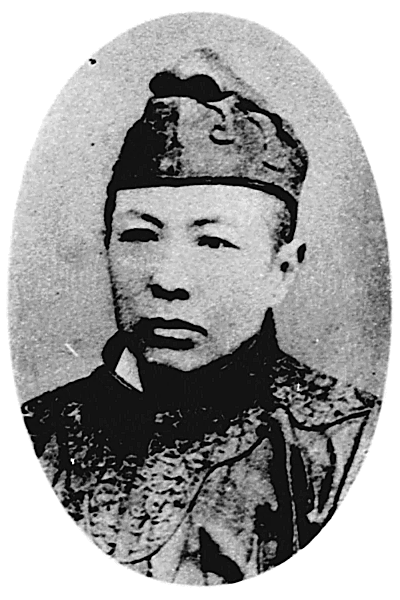
井上操

井上 操（いのうえ みさお、弘化4年9月20日（1847年10月28日） - 明治38年（1905年）2月23日）は、日本の法律家。

## 経歴
信濃国松代城下（現・長野県長野市）に松代藩士・井上五郎左衛門の子として生まれる。藩の兵制士官学校で武田斐三郎について学び、司法省法学校に入学。在学中に山縣有朋の知遇を得る。1876年卒業。1882年から明治法律学校で治罪法（刑事訴訟法）の講義を担当。1886年、東京帝国大学教授に任じられるが、判事に転じて大阪控訴院評定官となり、その後、大井憲太郎らによる大阪事件の裁判のため、大阪重罪裁判所裁判長となった。関西法律学校が開校すると刑法などの講義を担当する。1890年大阪控訴院部長に進むが、1895年病気のため帰郷。1905年、郷里の長野県埴科郡松代町で死去。

## 栄典
- 1886年（明治19年）2月20日 - 正七位[1]

## 主著
- 『日本治罪法講義』（明治19年、知新社）
  - 上巻NDLJP:795475、中巻NDLJP:795476、下巻NDLJP:795477
- 『大日本憲法述義』
- 『商法述義』
- 『外国語筆記帳』